# Julien Lamanda
 (octobre 2018).
 (octobre 2018).
Si vous disposez d'ouvrages ou d'articles de référence ou si vous connaissez des sites web de qualité traitant du thème abordé ici, merci de compléter l'article en donnant les références utiles à sa vérifiabilité et en les liant à la section « Notes et références ».
Julien Lamanda, né le 9 mai 1976, est un dessinateur et peintre, vivant à Brest.

## Biographie
À 17 ans, Julien Lamanda remporte l'Alph'art scolaire lors du Festival international de la bande dessinée d'Angoulême en 1994. Diplômé des Beaux-arts de Brest en 1998, il participe ensuite à la création de l'Atelier des Violons Dingues, avec Obion et Kris. Ensemble, ils publient plusieurs numéros du fanzine Les Violons Dingues, entre 1997 et 2000. Il publie son premier album Toussaint 66 (Delcourt), sur un scénario de Kris en 2002. Il s'ensuit une dizaine de publications dans les recueils collectifs des éditions Petit à petit entre 2002 et 2010. Julien Lamanda a également mené divers travaux artistiques et graphiques : peintures murales, story-board de courts métrages, installations et expositions dans l'espace public.
Il s'adonne aussi à l'illustration jeunesse, en collaboration avec Damien Journée, Karine Djébari et Danielle Fossette, avec qui il réalise quatre livres pour la jeunesse en 2012, 2016 et 2017.

## Publications
- Toussaint 66 (dessin) avec Kris(scénario), Delcourt, coll."Encrages", 2002,  (ISBN 9782840557937)[4], réédition en 2016,"Toussaint66/99", Sixto éditions,  (ISBN 979-10-90939-16-5)
- Toussaint 99 (dessin) avec Kris(scénario), Delcourt Presse, magazine "Pavillon rouge", 2003
- Le chevalier imaginaire : le destrier (dessin), avec Damien Journée (scénario et photographie), Les ateliers de Porthos, 2012  (ISBN 9782917096239)
- Comme un goéland (dessin), avec Karine Djébari (scénario), Coop Breizh, collection « Béluga », 2012  (ISBN 9782843465574)[5]
- Un drôle de Dodo (dessin), avec Karine Djébari (scénario), Orphie, 2016  (ISBN 979-10-298-0079-5)
- Il était une fois la Réunion, avec Danielle Fossette (scénario), Orphie 2017  (ISBN 979-10-298-0161-7)

### Participations
- Participation à  Contes de Maupassant en bandes dessinées, Petit à petit, 2002
- Participation à  Chansons de Jacques Dutronc en bandes dessinées, Petit à petit, 2003
- Participation à  Poèmes de Verlaine en bandes dessinées, Petit à petit, 2003
- Participation à  Chansons de Georges Brassens en bandes dessinées, Petit à petit, 2006
- Participation à  Trois contes de Gustave Flaubert en bandes dessinées, Petit à petit, 2007  (ISBN 9782849490921)[6]
- Participation à  Chansons de Jacques Brel en bandes dessinées, Petit à petit, 2007
- Participation à  Chansons de Charlélie en bandes dessinées, Petit à petit, 2007
- Participation à  Contes Africains en bandes dessinées, Petit à petit, 2007  (ISBN 9782849491195)[7]
- Participation à  Chansons des Beatles en bandes dessinées, Petit à petit, 2008 ; réédition en 2017  (ISBN 979-10-95670-12-4)
- Participation à  Contes et légendes des pays Celtes en bandes dessinées, Petit à petit, 2009  (ISBN 978-2-84949-171-3)[8]
- Participation à  Contes et légendes de la mythologie grecque en bandes dessinées, Petit à petit, 2010 ; réédition en 2017  (ISBN 979-10-95670-14-8)
- Participation à Chansons des Rolling Stones en bandes dessinées, Petit à petit, 2010

## Travaux artistiques
- Projet de ville : participation à la réalisation collective de la peinture murale extérieure des Halles St-Martin (200 m2), Brest, 1996[9]
- Travail de croquis au tribunal de grande instance de Brest (audiences publiques), suivi d'une exposition à la galerie Jean Macé, Brest, 1997[10]
- Peinture murale éphémère dans le grand hall de la gare SNCF, Brest, 1998
- Installation éphémère d'une signalisation routière humoristique dans l'espace public portuaire à Brest en 1999.
- Story-board pour le court-métrage Erémia-érémia, écrit et réalisé par Anthony Quéré et Olivier Broudeur, Aber images, 2007,(prix spécial du jury, festival de Clermont-Ferrand 2008)
- Story-board pour le court-métrage Dounouia, écrit et réalisé par Olivier Broudeur et Anthony Quéré, Mezzanine films, 2009
- Dessins pour l'exposition extérieure Si Ker Roc'h et le pays Rochois m'étaient contés, avec Damien Journée (conception et photographie), La Roche Derrien (Place du Martray), 2011[11]
- Dessins pour l'exposition intérieure et extérieure Si la nature nous contait, avec Damien Journée (conception et photographie), Penmarc'h (Vieux phare et Circuit côtier), 2013
- Dessins pour l'exposition extérieure Ker Roc'h 'n Shop, avec Damien Journée (conception et photographie), La Roche Derrien (Place du Martray), 2013
- Dessins pour le projet-concept pédagogique le Musée à l'école avec Laurent Goarant (conception et réalisation), Brest, 2014
- Dessins pour la signalétique extérieure du vallon de Moulin-Mer : parcours pédestre du parc naturel, avec Damien Journée (photographie), Le Guilvinec, 2014
- Création et réalisation de peintures murales, à Brest, Plouzané et St Renan (Bretagne), commandes particulières, 2014, 2015 et 2016
- Encadrements d'ateliers artistiques ( Bandes Dessinées et Peinture) pour enfants, à Brest, 2015 et  création d'une peinture murale extérieure, école primaire du Vieux Puits, Kernillis, 2016